# Gittersee
Gittersee är en stadsdel i Dresden i Sachsen, Tyskland.
Gittersee är bland annat känt för den tidigare urangruvan som fanns på orten. Det var även här som så kallade De 20:s grupp bildades, vilka var med och ledde protesterna mot DDR 1989.